# PRIDE OF 中四国
PRIDE OF 中四国（プライド オブ ちゅうしこく）とは、日本プロサッカーリーグ（Jリーグ）に加盟するガイナーレ鳥取（鳥取県）、レノファ山口FC（山口県）、カマタマーレ讃岐（香川県）、愛媛FC（愛媛県）、徳島ヴォルティス（徳島県）、FC今治（愛媛県）、高知ユナイテッドSC（高知県）の7クラブによって行われる対戦企画である。

## 概要
2011年に鳥取がJリーグに入会し、Jリーグ ディビジョン2（J2）に所属する中国・四国地方のクラブが4つになったことを機に、対戦だけでなく各クラブが連携し地域の観光や物産を全面にPRしながらサポーターが楽しめる対戦企画として始まった。「PRIDE OF 中四国」という名称は公募により、1,123通の中から名づけられた。それぞれのホームスタジアムを回り、その数に応じて景品が当たるスタンプラリーなどを行っている。
2014年、讃岐がJリーグに入会（J2に所属）し、徳島がJ1へ、鳥取がJ3リーグへ所属することとなったが、PRIDE OF 中四国の企画は継続して行われることが発表された。スタンプラリーや順位予想企画は岡山・讃岐・愛媛の3クラブで行われる。
2015年、J3リーグに参入した山口を新たに迎え、2015年のPRIDE OF 中四国の企画はJ2の4クラブ（岡山・讃岐・徳島・愛媛）とJ3の2クラブ（鳥取・山口）合わせて6クラブで行われることになった。また順位予想が各クラブの最終順位を当てるものに変更された。
また2020年からは新たにJ3リーグに参入した今治も加わり、参加クラブは7クラブとなっている。
なお、サンフレッチェ広島（広島県）は「PRIDE OF 中四国」に参加しておらず、広島との対戦は「PRIDE OF 中四国」には含まれない。
2025年は新たにJ3リーグに参入した高知が加わった一方、J1に昇格した岡山が参加を見送ったことで参加クラブは7クラブとなっている。

## ホームスタジアム
| チーム名               | スタジアム名 （命名権名称）                                                            | 収容人員 | 画像                             | 備考                |
| ---------------------- | -------------------------------------------------------------------------------------- | -------- | -------------------------------- | ------------------- |
| ガイナーレ鳥取         | 鳥取市営サッカー場 （Axisバードスタジアム）                                            | 16,033人 | とりスタ                         |                     |
| レノファ山口FC         | 維新百年記念公園陸上競技場 （維新みらいふスタジアム）                                  | 14,850人 | みらスタ                         |                     |
| 徳島ヴォルティス       | 徳島県鳴門総合運動公園陸上競技場 （鳴門・大塚スポーツパーク ポカリスエットスタジアム） | 16,599人 | 鳴門大塚                         |                     |
| カマタマーレ讃岐       | 香川県立丸亀競技場 （2015年9月よりPikaraスタジアム）                                   | 22,338人 | 丸亀                             |                     |
| 愛媛FC                 | 愛媛県総合運動公園陸上競技場 （ニンジニアスタジアム）                                  | 21,401人 | ニンスタ                         |                     |
| FC今治                 | 今治里山スタジアム （アシックス里山スタジアム）                                        | 5,316人  | 今治里山スタジアム               | 2023年 - 使用       |
| 高知ユナイテッドSC     | 高知県立春野総合運動公園陸上競技場                                                     | 16,010人 | 高知春野陸                       |                     |
| 過去のホームスタジアム |                                                                                        |          |                                  |                     |
| FC今治                 | ありがとうサービス. 夢スタジアム                                                       | 5,030人  | ありがとうサービス. 夢スタジアム | 2017年 - 2022年使用 |